# Элк (приток Кутенея)
Элк (англ. Elk River) — река на юго-востоке канадской провинции Британская Колумбия. Приток реки Кутеней, которая в свою очередь является притоком реки Колумбия. Длина реки составляет 220 км; площадь бассейна — 2450 км².
Берёт начало из озера Верхний Элк в Скалистых горах, недалеко от континентального водораздела. Течёт в юго-западном направлении через долину Элк и впадает в водохранилище Кукануса на реке Кутеней недалеко от границы с США. Элк протекает через территорию муниципалитетов Элкфорд, Спарвуд, Хосмер, Ферни и Элко. Основные притоки — реки Фординг, Коал, Лизард и Вигвам.
Исследователь Дэвид Томпсон путешествовал вдоль реки в 1811 году и назвал её «Стаг». На карте Джона Паллисера 1857(8) года река была уже подписана как «Элк», а на карте Арроусмита 1862 года как «Элк» или «Стаг».
Долина реки Элк является крупным угольным месторождением открытого типа, обеспечивающим треть всего мирового сталеплавильного угля.